# Austroagalloides karoondae
Austroagalloides karoondae  (лат.) — вид прыгающих насекомых рода Austroagalloides из семейства цикадок (Cicadellidae). Эндемики Австралии. Длина 7,5 мм, ширина головы — 2,5 мм. Желтовато-коричневые, глаза красновато-коричневые. Встречаются на деревьях и кустарниках. Цилиндрической формы цикадки; голова короткая, округлённая. Макросетальная формула задних бёдер равна 2+0. Глаза крупные, так что голова вместе с глазами выглядит шире пронотума.